# Pindoba
Pindoba is een gemeente in de Braziliaanse deelstaat Alagoas. De gemeente telt 3.246 inwoners (schatting 2009).